# Aleksander Asanowicz
Aleksander Asanowicz (ur. 1955) – polski architekt, doktor habilitowany nauk technicznych inżynier, profesor nadzwyczajny Wydziału Architektury Politechniki Białostockiej, dziekan tego wydziału w kadencji 2016–2020, specjalista w zakresie komputerowego wspomagania projektowania i kompozycji architektonicznej.

## Życiorys
Należał do pierwszego rocznika absolwentów studiów architektonicznych w Politechnice Białostockiej
W 2009 na podstawie dorobku naukowego oraz rozprawy pt. Komputery i ewolucja metodologii projektowania architektonicznego uzyskał na Wydziale Architektury Politechniki Wrocławskiej stopień doktora habilitowanego nauk technicznych w dyscyplinie architektura i urbanistyka. Został profesorem nadzwyczajnym Politechniki Białostockiej. Objął stanowisko kierownika Katedry Projektowania Architektonicznego Politechniki Białostockiej.
Został dziekanem Wydziału Architektury Politechniki Białostockiej w kadencji 2016–2020.
Był wykładowcą Wydziału Zarządzania Szkoły Wyższej im. Bogdana Jańskiego w Warszawie.